# Alastair Gray
Alastair Gray (født 22. juni 1998 i Twickenham, England, Storbritannien) er en professionel tennisspiller fra Storbritannien.